# Mass-Voll!
Mass-Voll! (en español La copa está llena), es un movimiento político suizo que surgió en las protestas contra el confinamiento por la pandemia de COVID-19. Su presidente es Nicolas Rimoldi.

## Descripción
En la Suiza francófona colabora con la asociación “Les amis de la constitution”.

## Historia
En 2021, dimite el copresidente V. Rossi.
En marzo de 2023, el movimiento organizó una manifestación por la paz en Berna, esperada por cerca de 3.000 personas, en la que participaron Andreas Glarner y David Trachsel de la Unión Democrática del Centro. así como los Freiheitstrychler.

### Elecciones Federales 2023
En 2023, el movimiento presenta candidatos para las elecciones federales de Suiza de 2023. Ante la sospecha de fraude electoral, el movimiento pide no utilizar el voto por correo sino acudir al colegio electoral, señalando que el presidente del consejo de administración de los correos suizos es Christian Levrat, miembro del Partido Socialista Suizo. En el cantón de Solothurn, el partido está relacionado con la UDC.

## Personalidades del partido
- Lucerna: Daniel Wettstein[7]
- Vaud: Michelle Cailler[8]